# John Marin

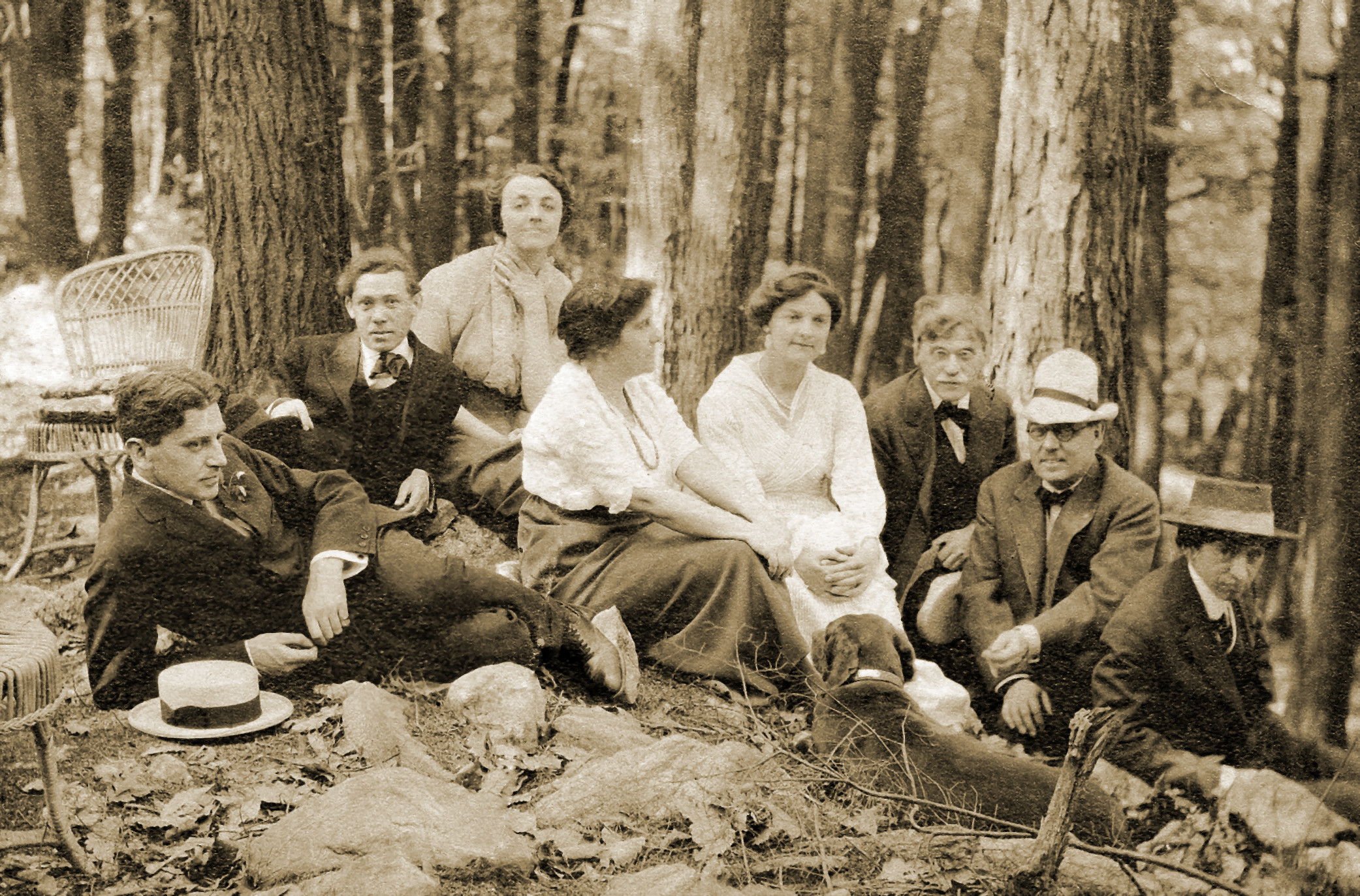
Skupina výtvarníků pod stromy v newyorském Mount Kiscu v roce 1912; zleva: Paul Haviland, Abraham Walkowitz, Katharine Rhoadesová, Stieglitzova žena Emily, Agnes Ernstová (Eugene Meyerová), Alfred Stieglitz, J. B. Kerfoot, John Marin, otištěno v časopisu American Art

John Marin (23. prosince 1870 Rutherford, New Jersey – 2. října 1953 Cape Split, Maine) byl americký malíř.

## Život a dílo
Narodil se roku 1870. Jeho matka zemřela devět dnů po jeho narození. Vychovali jej prarodiče a jeho dvě neprovdané tety, otec do výchovy nezasahoval. Rok studoval na Stevens Institute of Technology, střídal různá zaměstnání, šest let se pokoušel prosadit jako architekt. V roce 1905 odjel do Evropy, kde cestoval a maloval akvarely, ovlivněn impresionismem a symbolismem. V Paříži se setkal s Edwardem Steichenem, který poslal jeho malby Alfredovi Stieglitzovi do New Yorku, aby je vystavil. Tím začalo čtyřicetileté partnerství galeristy Stieglitze a malíře Marina.
Vrátil se z Evropy do Spojených států v roce 1910 a energicky se pustil do dalšího malování městské a venkovské krajiny. Roku 1914 poprvé navštívil Main, který si zamiloval a každoročně se vracel. Jeho malby z dvacátých let byly ovlivněny kubismem a futurismem. Od třicátých let maloval rovněž oleje.
V polovině třicátých let se dočkal uznání. V roce 1936 měl retrospektivní výstavu v newyorském Muzeu moderního umění, v roce 1947 putovní výstavu ve Washingtonu, Minneapolisu a Bostonu. Jeho dílo je zastoupeno ve sbírkách mnoha amerických muzeích. Zemřel roku 1953.